# Dom (Jalen)
Dom je prva drama Janeza Jalna iz leta 1923 in je tudi prva drama v njegovi trilogiji.

### Vsebina
Štiridejanska je postavljena na gorenjsko podeželje in v čas pred prvo svetovno vojno. V središču dramskega dogajanja je domačija Trata, kjer gospodari vdova in skuša petim otrokom omogočiti primerno izobrazbo. Vendar so bremena zanjo pretežka, zato se zadolži pri pohlepnem sosedu. Še posebej veliko težav ji povzroča sin Mirko na Dunaju, saj študija prava ni končal v rednem času, poleg tega pa še vedno znova od domačih zahteva denar. Sosed Krčmar bi rad kmetiji posekal še zadnji les, a se upre sin Tine, ki skuša rešiti domačijo. To bi mu tudi uspelo, če bi mu pomagala sestra Angela, za katero gleda bogat kmečki gospodar. Toda Angela nasede sladkemu suplentu Škrjancu, ki ga je v hišo pripeljal Mirko. Grozi, da bo Mirko s Krčmarjevo pomočjo zahteval svoj delež, toda Tine se izsiljevanju močno upre. Dogajanje se spet zaplete, saj se Tine sporeče s svojo izvoljenko Ivanko, znova pa se udarita tudi Tine in Mirko. Materi ob vsem tem postane slabo in šele ob tem resnem opozorilu se sprti spravijo. K rešitvi največ pripomore ponovna zveza Angele z Lojzetom, pa tudi Tineta in Ivanke.

### Objava in uprizoritve
Krstna predstava drame je bila 4. januarja 1920 v Škofji Loki. Leta 1923 je bila drama objavljena v reviji Dom in svet. Po Župančičevem priporočilu je bila drama sprejeta v program Narodnega gledališča in premiera je bila 15. aprila 1924 v režiji Frana Lipaha. Jalen je z dramskim prvencem dosegel izjemen uspeh in odločil se je, da dramo predstavi tudi v domačem kraju. V okviru katoliškega izobraževalnega delovanja je igra pod lastno režijo potekala na odru prosvetnega doma na Breznici.